# Templo Brahmapurisvarar
Templo Brahmapurisvarar, Thiruppattur é um templo Siva em Thiruppattur no distrito de Trichy em Tamil Nadu (Índia).   

## Vaippu Sthalam
É um dos santuários dos Vaippu Sthalams cantados por Tamil Saivite Nayanar Appar e Sundarar . Este lugar era conhecido como Pidavur. 

## Divindade presidente
A divindade presidente é Brahmapurisvarar. A Deusa é conhecida como Brahmanayaki. 

## Especialidade
Embora este seja um Templo de Siva, é famoso pelo santuário Brahma encontrado no templo. 